# Superbailables n.º 7
Superbailables № 7 es el décimo quinto álbum del arpista Hugo Blanco y su Conjunto, grabado en 1970 y el séptimo volumen de esta serie "Bailables". En esta producción musical, donde se iniciaba una revolución en los géneros se extraen los éxitos del momento como: "Que Me Coma el Tigre", "Casatschock", "El Baile de la Escoba" y "El Seis Chorreao" correspondientemente.

## Pistas
| N.º | Canción                                                        | Duración |
| --- | -------------------------------------------------------------- | -------- |
| 1.  | "Casatschok" Boris Rubaschkin                                  |          |
| 2.  | "Obla di, Obla da" John Lennon; Paul McCartney                 |          |
| 3.  | "El Baile de la Escoba" Hugo Blanco                            |          |
| 4.  | "Día tras Día" Stuart Margolin; Jerry Riopelle; Tommy Reynolds |          |
| 5.  | "Un Rincón del Corazón" Eduardo Franco; Cacho Valdez           |          |
| 6.  | "Que Me Coma el Tigre" Nelson Díaz                             |          |
| 7.  | "El Super Calypso" Mighty Sparrow; Hugo Blanco                 |          |
| 8.  | "Petróleo" Hugo Blanco                                         |          |
| 9.  | "Buena Suerte" Hugo Blanco; Desmond Dekker                     |          |
| 10. | "La Ardillita" Enrique Delgado                                 |          |
| 11. | "No Puedo Apartar mis Ojos de Ti" Bob Crewe; Bob Gaudio        |          |
| 12. | "El Seis Chorreao" Ricardo Ray; Hugo Blanco                    |          |